# Rhynchopsidium
Rhynchopsidium är ett släkte av korgblommiga växter. Rhynchopsidium ingår i familjen korgblommiga växter.
Kladogram enligt Catalogue of Life:
| Rhynchopsidium | \| \| Rhynchopsidium pumilum \| \| \| \| \| \| Rhynchopsidium sessiliflorum \| \| \| \| |
|                | \| \| Rhynchopsidium pumilum \| \| \| \| \| \| Rhynchopsidium sessiliflorum \| \| \| \| |
|                | Rhynchopsidium pumilum                                                                  |
|                |                                                                                         |
|                | Rhynchopsidium sessiliflorum                                                            |
|                |                                                                                         |